# Leukon I
Leukon I (stgr. Λεύκων Leúkōn, zm. 349 p.n.e.) – dziedziczny archont Bosporu z dynastii Spartokidów od 389 p.n.e. do śmierci. Najstarszy syn Satyrosa I, archonta Bosporu. Miał dwóch młodszych braci: Metrodorosa i Gorgypposa I (zm. ok. 349 p.n.e.), który współrządził z nim w regionie Sindów.
Eneasz Taktyk, grecki oficer i teoretyk wojskowy z IV wieku p.n.e., w dziele Obrona oblężonego miasta podał o nim informację, że „przestawał wręcz wypłacać żołd tym swoim strażnikom, którzy popadli w długi, grając w kości lub dopuszczając się innych nadużyć”. Dał go jako przykład, poruszając temat strażników bram. Leukon otrzymał obywatelstwo ateńskie za sprzedaż zboża. Ateńczycy uhonorowali także jego synów. Ok. 353 r. Leukon miał prowadzić wojnę z Artabazosem, satrapą perskim.
Poliajnos, inny pisarz grecki, podał cztery historie na jego temat. Pierwsza opowiada, że gdy Leukon potrzebował pieniędzy, kazał oddać wszystkie pieniądze, ponieważ chciał wybić nową monetę. Po czym użył nowej sztancy, wybijając podwójną wartość. W ten sposób uzyskał pięćdziesiąt procent zysku. Według drugiej, gdy dowiedział się o sprzysiężeniu przeciw niemu, pożyczył pieniądze od kupców, po czym poprosił ich, by byli jego strażą przyboczną, bowiem ratując mu życie z rąk spiskowców, odzyskają pieniądze. Kupcy zgodzili się, a Leukon z ich pomocą zgładził wrogów. Trzecia historia dotyczy podstępu Leukona w stosunku do kilku dowódców trier. Po wykryciu ich planowanej zdrady i dezercji, wezwał ich do siebie. Powiedział, że doszły do niego pogłoski na ich temat, w które on nie wierzy. Kazał zaprzestać działań, by nie byli winni klęski w bitwie. Mianował na ich miejsce innych dowódców oraz dał urzędy krewnym podejrzanych. Jednak po zakończeniu wojny uznał, że podejrzani powinni zostać osądzeni. Ci wraz z krewnymi zostali w sądzie otoczeni i pozabijani. W czwartej i ostatniej opowiedział jak Leukon poradził sobie z najazdem Herakleotów. Bowiem oni przypłynęli flotą do jego kraju. Leukon, gdy zobaczył, że jego żołnierze upadli na duchu, postanowił ustawić hoplitów na przodzie, a za nimi Scytów. Kazał im głośno, żeby ci strzelali z łuków do tych, którzy będą się ociągać w walce. Hoplici usłyszawszy to zaczęli utrudniać schodzenie na ląd wrogom.
Za jego panowania nastąpił rozwój terytorialny (zajęcie Teodozji i obszarów na południe od rzeki Kubań). Z nieznaną z imienia żoną, córką Sopejosa, miał trzech synów, przyszłych archontów Bosporu: Spartokosa II (zm. 344 p.n.e.), Pairisadesa I (zm. 310 p.n.e.) i Apolloniosa (zm. ok. 344 p.n.e.). Gdy zmarł w roku 349 p.n.e., synowie podzielili się krajem. Spartokos II otrzymał główną część, Pairisades I – region z miastem Teodozja, a Apollonios – kraj Sindów. Pairisades I po śmierci braci zjednoczył kraj w roku 344 p.n.e. Był mężem Komosaris, córki stryja Gorgypposa I.